# Torpeda UGST
UGST (ros. УГСТ) – rosyjska torpeda opracowana w NII Mortiepłotiechnika. Przeznaczona do zwalczania okrętów nawodnych i podwodnych. Głowica samonaprowadzająca torpedy pozwala samodzielnie naprowadzić się na cel odległy o 2500 m, przy strzelaniu na większe odległości torpeda jest początkowo kierowana przewodowo.